# Henrik Sederholm
Henrik Samuel Sederholm, född 19 juli 1859 i Kila socken, Södermanland, död 20 juni 1943, var en svensk ämbetsman. Han var son till Edward Sederholm
Han blev juris kandidat vid Uppsala universitet 1889, vice häradshövding 1892, tillförordnad sekreterare och ombudsman i Riksgäldskontoret 1897, och var ordinarie 1901-1913. Han var verkställande direktör i Nobelstiftelsen 1913-1929.